# Ramboldia crassithallina
Ramboldia crassithallina är en lavart som beskrevs av Kalb. Ramboldia crassithallina ingår i släktet Ramboldia och familjen Lecanoraceae.   Inga underarter finns listade i Catalogue of Life.